# Harena (protista)
Harena es un género de foraminífero bentónico normalmente considerado un subgénero de Arenobulimina, es decir, Arenobulimina (Harena), pero aceptado como sinónimo posterior de Arenobulimina de la subfamilia Ataxophragmiinae, de la familia Ataxophragmiidae, de la superfamilia Ataxophragmioidea, del suborden Ataxophragmiina y del orden Loftusiida. Su especie tipo era Arenobulimina amanda. Su rango cronoestratigráfico abarcaba desde el Turoniense hasta el Senoniense (Cretácico superior).

## Discusión
Clasificaciones previas incluían Harena en el suborden Textulariina del orden Textulariida o en el orden Lituolida.

## Clasificación
Harena incluía a las siguientes especies:
- Harena amanda †, también considerado como Arenobulimina (Harena) amanda †, y aceptado como Arenobulimina amanda †
- Harena improcera †, también considerado como Arenobulimina (Harena) improcera †, y aceptado como Arenobulimina improcera †
- Harena puschi †, también considerado como Arenobulimina (Harena) puschi †, y aceptado como Arenobulimina puschi †